# Alberto Hotus

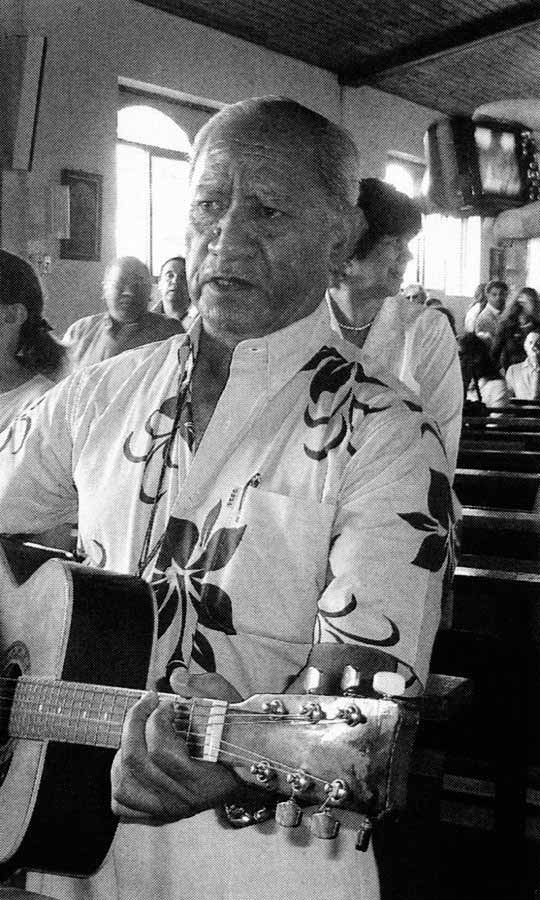
Alberto Hotus

Alberto Hotus Chávez (ur. 25 września 1929, zm. 25 czerwca 2024) – chilijski polityk, jeden z liderów rdzennej ludności Wyspy Wielkanocnej.
Urodził się w Hanga Roa. Syn Matíasa Segundo Hotus Iki i Melania Chávez Manuheuroroi, potomek plemienia Koro Orongo. Kształcił się w zakresie pielęgniarstwa w Valparaíso, przez 25 lat służył w chilijskiej marynarce wojennej dochodząc do stopnia podoficerskiego. Następnie powrócił na rodzinną wyspę i podjął pracę w miejscowym leprozorium. Zaangażował się w ruch na rzecz praw Rapa Nui. Był jednym z liderów protestów z 1966, które doprowadziły do nadania tej grupie etnicznej obywatelstwa chilijskiego. Jeden ze współzałożycieli (1979) rady starszych Rapanui i jej wieloletni przewodniczący. W 1994, jako reprezentant ojczystej wyspy, wszedł w skład CONADI, rządowej instytucji zajmującej się koordynacją polityki państwa wobec rdzennych mieszkańców Chile. Brał udział w pracach komisji prawdy historycznej na rzecz nowego kontraktu z ludami tubylczymi (Comisión Verdad Histórica y Nuevo Trato con los Pueblos Indígenas, 2001-2003).
Był aktywny w życiu politycznym Wyspy Wielkanocnej. W 1992 wybrany na burmistrza, kandydując z ramienia Partii dla Demokracji. Pełnił tę funkcję do 1994. Od 1996 miejscowy radny, uzyskiwał reelekcję w 2000, 2004, 2008 oraz 2012. Sprawował mandat do 2016.
Autor kilku książek poświęconych kulturze i historii Wyspy Wielkanocnej, między innymi Te mau hatu'o Rapa Nui: los soberanos de Rapa Nui ; pasado, presente y futuro de Rapa Nui (1988). Podejmował działania na rzecz ochrony miejscowego języka, opracował słownik rapanui-hiszpański (Diccionario Práctico Rapa Nui-Castellano, 2008).